# Serra del Pico Fred
La Serra del Pico Fred és una serra del terme municipal de Conca de Dalt, al Pallars Jussà, antigament del d'Hortoneda de la Conca, situada a la part central de l'antic terme, en terres dels pobles de Pessonada i Herba-savina. És a la mateixa Serra de Pessonada, en el seu vessant nord, al sud-est de Pessonada i al nord-oest d'Herba-savina. És també l'extrem meridional de la Serra del Banyader. En el seu vessant nord hi ha l'Obaga del Pico Fred.